# 科拉利略
22°59′8″N 80°34′59″W / 22.98556°N 80.58306°W

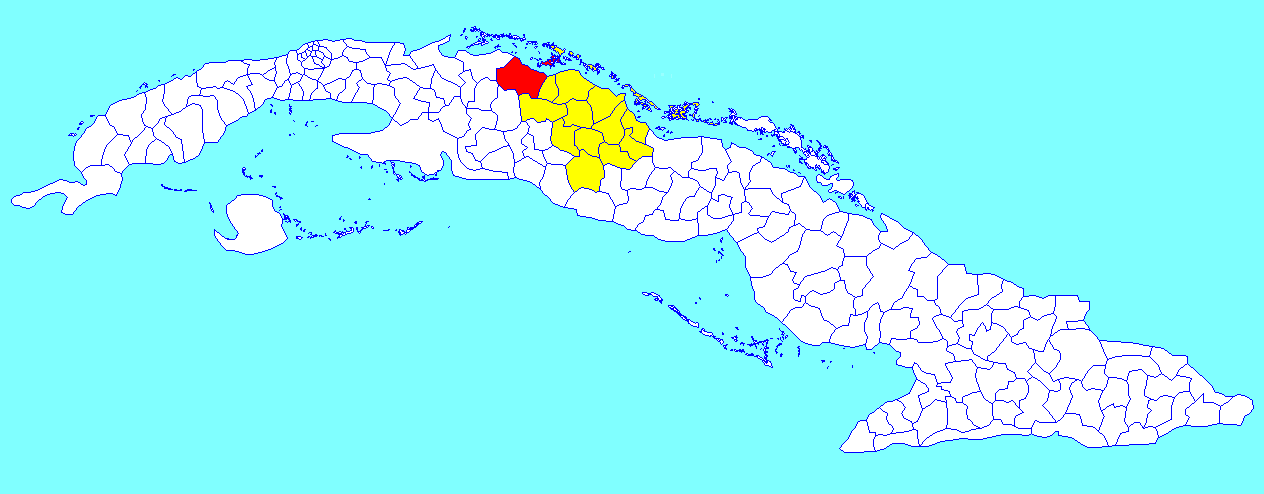

科拉利略（西班牙語：Corralillo），是古巴的城鎮，位於該國中部，由比亞克拉拉省負責管轄，始建於1831年，面積843平方公里，海拔高度15米，根據2004年調查的人口總數為27,571人，人口密度每平方公里32.7人。